# الدوري البحريني الممتاز 1993–94
الدوري البحريني الممتاز 1993-1994 هي النسخة الثامنة والثلاثين من الدوري البحريني الممتاز.

## نظرة عامة
توج الرفاع الشرقي باللقب.